# 中国音像与数字出版协会
中国音像与数字出版协会（英語：China Audio-video and Digital Publishing Association, CADPA），是由全中国从事音像与数字出版行业生产经营的企事业单位自愿结成的、负责沟通联系政府主管部门与数字出版产业的、具有独立法人资格的非营利社会团体，是中华人民共和国唯一的全国性音像与数字出版行业组织。

## 历史沿革
1994年4月29日，“中国音像协会”经国家新闻出版总署和民政部批准成立。
2013年3月，“中国音像协会”经国家新闻出版总署和民政部批准更名为“中国音像与数字出版协会”。
2018年底，转隶中共中央宣传部。

## 主要职能
- 组织会员对我国音像与数字出版业的相关政策、发展规划和重大课题等进行调研，向会员和有关部门提供信息，提出建议；
- 保护会员的知识产权和其它合法权益，协助解决会员在实际工作中遇到的问题；
- 培训专业人才，推广先进技术，交流业务信息，提供咨询服务；
- 经政府有关部门批准，组织全国性音像与数字出版物的评奖活动，受政府委托承办或根据市场和行业发展需要，组织全国性音像与数字出版物的展销活动；
- 举办音像与数字出版业的交流和学术活动；
- 开展与海外同行业及相关国际组织的海外合作，参加有关国际交流活动；
- 承办政府部门委托的事项等。

## 中国数字阅读大会与中国数字阅读白皮书
中国数字阅读大会是中国数字阅读领域的高层次交流盛会。每界数字阅读大会都会发布往年中国数字阅读领域现状的《数字阅读白皮书》，该白皮书由中国音像与数字出版协会汇编发布，内容来源于面向中国的20多家主流数字阅读平台和企业数据、用户调查；是中国数字阅读领域的“风向标”。
1. 2015年4月21日，由中国音像与数字出版协会、浙江省新闻出版广电局、杭州市文化创意产业指导委员会主办了的第一届中国数字阅读大会，并发布了《2014数字阅读白皮书》[4]。
2. 2016年4月13日，由中国音像与数字出版协会、浙江省新闻出版广电局、杭州市文化创意产业办公室主办了“2016中国数字阅读大会”，并发布了《2015年度数字阅读白皮书》[5]。
3. 2017年4月14日，2017中国数字阅读大会在杭州正式拉开序幕。会上，国家新闻出版广电总局数字出版司司长、中国音像与数字出版协会副理事长张毅君发布了《2016年度中国数字阅读白皮书》[6]。
4. 2018年4月13日，浙江杭州举行的2018年中国数字阅读大会上，中国音像与数字出版协会发布了《2017年度中国数字阅读白皮书》[7]。
5. 2019年4月12日，第五届中国数字阅读大会上发布了《2018年度中国数字阅读白皮书》[8]。
6. 2020年4月23日，2020年中国数字阅读云上大会正式上线开幕，中国音像与数字出版协会第一副理事长张毅君通过视频的形式发布了《2019年度中国数字阅读白皮书》[9]。

## 分支机构
中国音像与数字出版协会包含以下分支机构：
1. 中国音像与数字出版协会唱片工作委员会
2. 中国音像与数字出版协会光盘工作委员会
3. 中国音像与数字出版协会制作发行工作委员会
4. 中国音像与数字出版协会数字音像工作委员会
5. 中国音像与数字出版协会教育音像工作委员
6. 中国音像与数字出版协会有声读物专业委员会
7. 中国音像与数字出版协会音视频工程专业委员会
8. 中国音像与数字出版协会反盗版工作委员会
9. 中国音像与数字出版协会音乐产业促进工作委员
10. 中国音像与数字出版协会游戏出版工作委员
11. 中国音像与数字出版协会专业数字出版工作委员会
12. 中国音像与数字出版协会数字教育出版工作委员会
13. 中国音像与数字出版协会电子出版工作委员会
14. 中国音像与数字出版协会数字阅读工作委员会
15. 中国音像与数字出版协会大众数字出版工作委员会

## 适龄提示
2020年12月，中国音数协游戏工委颁布《网络游戏适龄提示》团体标准，网络游戏必须在网站和注册账户之页面显示以下三种分类之一：
- 绿色表示“ 8 +” （建议8岁以上人士）；
- 蓝色表示“ 12+” （建议12岁以上人士）；
- 黄色表示“ 16+” （建议16岁以上人士）。[a]

《网络游戏适龄提示》是基於《中华人民共和国未成年人保护法》第五章网络保护第七十五条而設立，由於上位法《出版管理条例》禁止出版物包含「宣扬淫秽、赌博、暴力或者教唆犯罪」內容，遊戲作為出版物亦是如此，所以不會如ESRB等分級制度那樣標示相關成人內容，還有成人分級。

## 唱工委音乐奖
唱工委音樂獎（縮寫為），又被媒体称为“中国格莱美”，是由中國音像與數字出版協會唱片工作委員會主辦的音樂類頒獎活動，旨在推动中国唱片产业与音乐文化的发展。奖项声称永不接受商业冠名，承办资金来源于会员及相关机构赞助捐献和颁奖典礼媒体播映权的授权费用。
唱工委致力打造中国音乐行业最具公信力的奖项，参考格莱美音乐奖的奖项设置，流派风格涉略广。2019年，唱工委音乐奖得到了格莱美主席尼尔的认可。指挥家余隆在接受采访时说：“格莱美本质上也是个奖项，唱工委奖在为中国音乐走向世界铺路。古典音乐讲究专业性和标准化，整个音乐行业也应该依靠有标准的机构来带动自己的发展。”